# Lomographa polyalaria
Lomographa polyalaria är en fjärilsart som beskrevs av Charles Oberthür 1923. Lomographa polyalaria ingår i släktet Lomographa och familjen mätare. Inga underarter finns listade i Catalogue of Life.